# Cephalaria alpina
Espèce
Synonymes
- Cephalaria laevigata Pančić ex Nyman[1]
- Cephalaria procera Pančić ex Nyman[1]
- Cephalaria rupestris Griseb. ex Nyman[1]
- Cerionanthus alpinus Schott ex Roem. & Schult.[1]
- Lepicephalus alpinus Lag.[1]
- Pycnocomon alpinum Wallr.[1]
- Scabiosa alpina L.[2] [1]
- Succisa alpina Moench[1]

Cephalaria alpina, la Scabieuse alpine est une plante herbacée de la famille des Caprifoliacées.